# M-Commerce
 (février 2022).
Le m-commerce ou commerce mobile (mobile commerce en anglais), correspond à l'utilisation de technologies sans fil, et plus particulièrement de la téléphonie mobile, afin d'effectuer des achats.
Il regroupe l’ensemble des applications commerciales liées aux terminaux mobiles et effectuées le plus souvent en situation de mobilité.
Le commerce mobile ne se limite pas aux téléphones portables de type smartphones mais aussi aux tablettes tactiles et PDA. Une réservation d’un billet de cinéma ou de train à partir d’un téléphone mobile est un acte de M-commerce.

## Historique

### Le m-commerce, origine et évolution
Les différents supports pour accéder à internet n'ont également cessé de s’améliorer passant de l’ordinateur de bureau à l’ordinateur portable puis à l’ordinateur de poche pour arriver sur la tablette PC et le téléphone portable. C’est surtout sur ce dernier que repose l’enjeu du m-commerce ou le commerce mobile. Ayant vu le jour à l’instar des procédés du wap, l’expansion des bluetooths et grâce à l'apparition des réseaux 3G, le commerce mobile ou le m-commerce connaît une croissance importante.
Parallèlement, l’explosion des smartphones et des autres terminaux embarqués a aussi aidé à booster l’affaire car force est de constater que le téléphone est devenu incontournable pour toutes les tranches d’âge et nous accompagne partout où l’on va : au bureau, en famille, en vacances, voire au lit etc. Cette valeur d’usage à laquelle nous confère le téléphone va pouvoir profiter aux marketeurs. L’idée est de pouvoir générer plus de transactions commerciales à tout moment et n'importe où en adaptant le contenu des applications web classiques sur le mobile.
Selon GfK, 60 % des téléphones mobiles en France sont connectés à Internet en 2010. Même si 17 % des Français se connectent réellement, ce chiffre grimpe rapidement et atteindrait 41 % en 2014 selon Forrester Research. Aux États-Unis, six internautes Américains sur dix se connectent depuis un téléphone ou un ordinateur portable en utilisant une connexion sans-fil, rapporte le Pew Internet Research dans une étude. La connexion à internet via un mobile étant moins chère, cela favorise son développement. Si le m-commerce a commencé par l’achat et la vente des i-tunes, des sonneries et des logos, actuellement il s’oriente vers l’achat et la vente de produits et de services.
L’étude de 2016, Le baromètres du numérique, réalisée par le Centre de recherche pour l'étude et l'observation des conditions de vie (CREDOC) montre que L’équipement en téléphonie mobile fait désormais figure d’équipement de référence et dépasse aujourd’hui de 5 points celui en téléphonie fixe (93 % vs. 88 %).
La forte diffusion des smartphones, dont disposent aujourd’hui deux Français sur trois, associée à de meilleures performances du réseau engendre un contexte favorables à l’essor des pratiques digitales depuis un téléphone mobile.
Si les deux usages les plus courants restent la navigation sur internet (55 % de la population) et le téléchargement d’applications (près d’une personne sur deux ; 48 %) les achats sur mobile sont en progression avec 6,6 millions de Français ayant déjà effectué un achat sur mobile (Fevad, Chiffres clés 2016 )

### La révolution du m-commerce
L’achat sur mobile et même sur la tablette se généralise en France. En 2011, plus d’un possesseur de téléphone mobile sur quatre a déjà réalisé un achat avec son téléphone. La vente de terminaux mobiles (smartphones et tablettes) dépasse celle des ordinateurs depuis peu[Quand ?].
Le commerce mobile commence à bouleverser le commerce électronique qui a lieu principalement depuis la maison ou le lieu de travail. Il va donc transformer les usages du commerce traditionnel, « l’achat en magasin », qui représente encore 90 à 95 % des ventes aux particuliers dans les pays où l’Internet est le plus développé.

## Le m-commerce dans notre société
Le m-commerce semble être entré dans les mœurs en 2012. Il faut dire que toutes les conditions ont été réunies pour faciliter sa croissance : l'essor des Smartphones et des tablettes, mais aussi et surtout la diversification des moyens de paiements à travers des solutions dédiées comme PayPal, les SMS , etc.
Certaines entreprises ont su mettre à profit le m-commerce dans leur production, dans la distribution de leurs produits et services ou encore pour faire de la communication.
McDonald utilise le m-commerce dans son circuit de vente, la commande est traitée via Smartphone puis et communiquée en scannant l’appareil a une borne. Cela permet aux clients d’éviter le temps d’attente à la caisse pour commander et ils peuvent prendre le temps de choisir leurs menus.
D’autres entreprises comme Décathlon utilisent le m-commerce afin de faire gagner du temps à leurs clients. Le service de la carte de fidélité et directement relié via leur Smartphone et dès le passage à la caisse le client peut donner son Smartphone à la place de sa carte fidélité, et le client sera reconnu. Le m-commerce peut donc substituer les cartes présentes dans les magasins.
Pour finir, des entreprises comme Celio utilisent le m-commerce afin de faire de la communication pour leur enseigne. Dès lors que le client entre dans la zone de chalandise du magasin, celui-ci va envoyer un SMS portant sur les promotions que fait le magasin afin d’attirer le consommateur. Ce procédé permet donc de faire de la communication à faible prix touchant grand nombre de consommateurs potentiels.

## Le commerce mobile dans l’Union européenne
L’évolution du contexte réglementaire en Europe et en France permet aux nouveaux entrants d’être opérateurs de paiements depuis 2010.
La réglementation du m-commerce n’est pas si différente du e-commerce car les paiements mobiles étant émis et traités électroniquement, ils font partie intégrante des paiements électroniques.
Alors que le m-commerce ne fait à ce jour l’objet d’aucune disposition spécifique en matière de régime juridique, les règles applicables aux moyens de paiement ainsi qu’à la monnaie électronique semble cependant combler cette zone d’incertitude (voir lien moyens de paiement ; monnaie électronique).

## L'attrait du m-commerce
Afin de mieux comprendre cette attirance pour le commerce mobile, des études ont été réalisées.
Ainsi, une étude réalisée par la CCM Benchmark en 2011, nous indique les produits ou services les plus achetés sur mobile. Grâce à cette étude, on peut constater, d'une part que les billets de train, les biens culturels et l’habillement sont les produits les plus achetés sur mobile. Et d'autre part que l’achat sur mobile est dû en majeure partie au fait que le mobile soit le meilleur mode d’accès à Internet. En effet, l'avantage principal du m-commerce est de pouvoir acheter de n’importe où.

## Produits et services disponibles

### Banques mobiles
Les banques mobiles ou M-banking se développent doucement en France. Les services bancaires mobiles permettent d’effectuer des opérations bancaires avec son téléphone portable.

### Comparateur de prix
Le M-commerce permet d’obtenir un comparateur de prix sur smartphone à partir d’une situation géographique.

### Billetterie mobile
Le M-commerce permet de réserver, payer et annuler ses billets (trains, cinéma…) sur son téléphone portable via une application.
Exemple : la réservation de billets de train sur son téléphone portable en utilisant l’application Voyages-sncf.com.

### Carte de fidélité
La population, en règle générale, possède un certain nombre de cartes de fidélité.
Cependant, elles tendent de plus en plus à être remplacées par une application sur les téléphones mobiles.

### Coupons mobiles
Le coupon mobile désigne un titre électronique virtuel appelé M-Coupon ou coupon sur mobile donnant droit à une réduction.
Le coupon mobile ou M-Coupon est délivré par l'enseigne émettrice, soit avec une personnalisation nominative, la diffusion est dite restreinte, car elle est réalisée à des fins de fidélisation, soit le M-Coupon est délivré en libre téléchargement, sur simple inscription sur le portail fixe ou mobile de l'éditeur du service, la diffusion est réalisée dans ce cas à des fins d'acquisition de clients. L'éditeur du service Mobile Couponing devra faire apparaître sur le titre virtuel, la valeur faciale de réduction consentie au client, exprimée en ttc, le nombre de personnes maximum bénéficiaires, la date de validité du M-coupon, le numéro de SIRET de l’enseigne émettrice et un numéro spécifique de sécurité encodé sous un code barre 1D ou 2D.

### Les applications
Tous les jours ou presque, une nouvelle marque lance une application pour iPhone et/ou smartphones. Le but pour les marques est de faciliter la fidélisation des consommateurs.

## M-commerce- un nouveau vecteur de communication
Grâce au mobile commerce, les entreprises ont d’autres supports afin de véhiculer leur message : le smartphone et la tablette. Depuis que le m-commerce a décollé, plus d’un possesseur d’appareils mobiles sur quatre est influencé par ce qu’il voit s’afficher. Il passe donc plus facilement à l’acte d’achat sur ce support.

## Les perspectives
Le m-commerce devrait dépasser les 13 milliards d'euros de chiffre d'affaires en France en 2015, contre 500 millions d'euros en 2010, selon une étude publiée par le cabinet conseil Xerfi.
Cette étude a mis en évidence que le m-commerce connaitrait donc une croissance annuelle de 90 % par an, liée à la hausse du nombre de smartphones et de mobinautes. À noter que l'étude inclut dans le m-commerce les ventes d'applications mobiles.